# 두윤성
두윤성(한국 한자: 杜允誠, 1974년 10월 17일 ~ )은 대한민국의 전 축구 선수이며, 포지션은 수비수였다.